# Friends på turné
Friends på turné är ett studioalbum av Friends från 1999.
På Svensktoppen fick man in låtarna "Vi behöver varann"  och "Friends".

## Låtlista
| Nr  | Titel                               | Låtskrivare                                    |
| --- | ----------------------------------- | ---------------------------------------------- |
| 1.  | "Vi behöver varann"                 | John Ballard                                   |
| 2.  | "Hans blåa ögon"                    | Henrik Sethsson                                |
| 3.  | "Det finns ingen som du"            | Niklas Eriksson, Jonas Ohlson, Ulf Georgsson   |
| 4.  | "Ensam med dig"                     | Stefan Brunzell, Tony Johansson, Ulf Georgsson |
| 5.  | "Vad jag än säger dig"              | Jonas Berggren                                 |
| 6.  | "Friends"                           | Lars Diedricson, Ulf Georgsson                 |
| 7.  | "Håll om mig nu"                    | Carl-Henry Kindbom, Carl Lösnitz               |
| 8.  | "Himlen är nära"                    | Lars Diedricson, Ulf Georgsson                 |
| 9.  | "Hennes ögon"                       | Lotta Ahlin                                    |
| 10. | "Always Have, Always Will"          | Jonas Berggren, Mike Chapman                   |
| 11. | "Äventyr"                           | Morgan Johansson, Björn Stenström              |
| 12. | "Att det i stjärnorna står skrivet" | Fredrik Möller, Jonas Warnerbring              |
| 13. | "Allt som hon gör"                  | Krisitian Hermansson                           |
| 14. | "Hemåt i natten"                    | Carl-Henry Kindbom, Carl Lösnitz               |

## Listplacering
| Lista (1999—2000) | Topplacering |
| ----------------- | ------------ |
| Sverige           | 8            |

### Fotnoter
1. ↑  ”Svensk mediedatabas”. http://smdb.kb.se/catalog/id/001546162. Läst 8 maj 2011.
2. ↑  ”Svensk mediedatabas”. http://smdb.kb.se/catalog/id/001542864. Läst 8 maj 2011.
3. ↑  ”Svensk mediedatabas”. http://smdb.kb.se/catalog/id/001520862. Läst 8 maj 2011.
4. ↑  ”Svensktoppen”. 30 oktober 1999. http://sverigesradio.se/p4/svetop/1999/991023sv.htm. Läst 8 maj 2011.
5. ↑  ”Svensktoppen”. 19 februari 2000. http://sverigesradio.se/p4/svetop/2000/000219sv.htm. Läst 8 maj 2011.
6. ↑  ”Listplacering”. http://hitparad.se/showitem.asp?interpret=Friends&titel=Friends+p%E5+turne&cat=a. Läst 8 maj 2011.